# Antithesis of Light
Antithesis of Light ist das dritte Studioalbum der Funeral-Doom-Band Evoken. Es wird zu den populärsten Veröffentlichungen des Genres gerechnet und als wichtiger Wegpunkt des Erfolges der Band betrachtet.

## Vorgeschichte
Nachdem Evoken 2001 ihr zweites Studioalbum Quietus für Dwell Records aufgenommen hatten, verließ der Keyboarder Dario Derna die Gruppe, um zurück in seine Heimatstadt zu ziehen. Erst im Winter des Jahres 2003, in der Vorbereitung einer ersten Europatournee, engagierte die Gruppe mit Denny Hahn einen Ersatz für Derna. Im Anschluss an die Tournee und kurz vor den Aufnahmen zum dritten Studioalbum verließ der Bassist Steve Moran die Gruppe. Ohne einen Ersatz zu engagieren, spielte die Gruppe Antithesis of Light ein. Der Sänger und Gitarrist John Paradiso brachte sich, hinzukommend zu seiner regulären Position in der Band, stellvertretend als Bassist ein.

## Entstehung
Da die Musiker zur Zeit der Albumaufnahme über kein eigenes Studio und begrenzte finanzielle Mittel verfügten, bestritt die Band die Aufnahmen mit im Voraus vollendetem Songmaterial. Die Stücke schrieben die Musiker getrennt sowie gemeinsam in einem regelmäßigen Austausch untereinander. Als immanent für die Entstehung des Materials galt dem Musikern die Interaktion. Während die Musik des Albums von Evoken gemeinsam komponiert wurde, gehen die Songtexte überwiegend auf den Gitarristen Nick Orlando zurück. Als Inspiration führt Orlando kanonisierte Weltliteratur und -lyrik ebenso wie Horror- und Schauerliteratur an, darunter Charles Baudelaire, Edgar Allan Poe, H. P. Lovecraft, Rainer Maria Rilke, Franz Kafka, Percy Shelley und Stéphane Mallarmé. Den Aufnahmeprozess absolvierte die Band im Studio Hermit Hole in Kendall Park, New Jersey gemeinsam mit Ronald Jay ‚Bumblefoot‘ Blumenthal.

## Albuminformationen
Das 2005 erstmals veröffentlichte Album enthielt sieben separate Stücke, inklusive einem Intro von 50 Sekunden. Anthitesis of Light hat eine Gesamtspielzeit von 1:11:41 Stunden. Das Album wurde mehrmals Wiederveröffentlicht. Als Verantwortlich für die grafische Aufbereitung des Begleitmaterials wurde Troll von Elegy Records angegeben. Zur Zeit der Aufnahme und Veröffentlichung bestand die Band aus dem Sänger, Bassisten und Gitarristen John Paradiso und dem Keyboarder Denny Hahn sowie den Gründungsmitgliedern Gitarrist Nick Orlando und Schlagzeuger Vince Verkay. Als Gastmusiker trat Cellist Chris Kuffner in Erscheinung.

### Veröffentlichung
Antithesis of Light wurde am 28. Februar 2005 als CD via Avantgarde Music mit sieben Titeln und einer Spieldauer von 1:11:41 Stunden veröffentlicht. Das Album wurde mehrmals Wiederveröffentlicht darunter im Jahr 2018 in einer um das Stück Coveting Elysium ergänzten Fassung Doppel-LP- und CD-Version über Peaceville Records. Im Gespräch mit dem Webzine Metalnews.de kritisierte Orlando das Label Avantgarde Music und sprach von fehlender Unterstützung. Die Kooperation habe der Gruppe und dem Album dennoch eine größere Popularität beschert. Das Label habe hierzu allerdings lediglich durch den eigenen Namen und Vertrieb beigetragen und das Album nicht beworben oder die Band unterstützt.

„Als ich damals den Vertrag unterzeichnete, dachte ich, dass es das Beste ist, was uns jemals passierte. Und um das alles nicht so negativ klingen zu lassen: Es half in der Tat, unseren Namen in manchen Ländern bekanntzumachen. Trotzdem haben sie im Endeffekt nichts gemacht, außer das Album zu veröffentlichen, und keinen Deut mehr. Wir haben letztlich die ganze Arbeit hineingesteckt und sogar das Artwork und den Schriftsatz entworfen. Sie haben lediglich den ganzen Kram in einen Umschlag gepackt und dann an das Presswerk geschickt. Wenn du so viel harte Arbeit und Anstrengung in ein Album steckst und dein Label es dann unter einem Haufen anderer beschissener Veröffentlichungen begräbt, weil diese ein wenig mehr Kohle einbringen, dann ist das extrem frustrierend.“

Der Enttäuschung über die Kooperation entsprechend wechselte die Band nach der Veröffentlichung das Label zu I Hate Records.

### Gestaltung
Mit den Angaben zum Artwork des Albums, es habe „Troll“ von Elegy Records gestaltet, verschleierten die Musiker einen Urheberrechtsverstoß, den der Schlagzeuger Vince Verkay in einem Interview mit dem Webzine Doom-Metal.com andeutete. Verkay erläuterte, dass die Band ein hohes Interesse an der Gestaltung ihrer Alben hätte, da das Begleitmaterial die Musik ergänzen und widerspiegeln solle. Diese Intention begründete derweil die Wahl des Motivs das  ursprünglich auf den Künstler Zdzisław Beksiński zurückzuführen ist.

„Antithesis of Light cover art was “borrowed” from Zdzislaw Beksinski. Who’s work has a very dark, surreal atmosphere. We essentially brought the art for this peice to a friend of ours, where we made some subtle changes.“

„Das Cover-Artwork von Antithesis haben wir und von  Zdzisław Beksiński ‚geborgt‘. Seine Arbeiten haben eine sehr dunkle und surreale Atmosphäre. Wir haben das Bild einem Freund von uns gegeben und einige subtile Änderungen für das Album vornehmen lassen.“

### Stil
Trotz oft allgemeiner Zuordnungen zu einem breiten Doom-Spektrum konkretisieren einige Rezensenten die Einordnung und ordnen Antithesis of Light dem Death- und/oder dem Funeral-Doom zu. So wird die auf Antithesis of Light präsentierte Musik von Rezensenten als „verheerende Hybride aus Death Metal und Funeral Doom“ in der Tradition der australischen Band Disembowelment beschrieben. Die Musik ist in einem für das Genre typischen langsamen Tempo gehalten, bricht jedoch gelegentlich aus diesem Tempo aus. Kurzfristig werden Blastbeats genutzt, dies seien, so Markus Endres für Metal.de, „nur kurze Auswüchse, meisst [sic!] zieht man den Hörer schleppend, im Lava-Tempo in seinen Bann“. Der gutturale Gesang wird als aggressives Growling präsentiert. Das Gitarrenspiel hingegen wird als zähes, monotones, sich in ewiger Wiederholung befindendes Riffing beschrieben.

„Die Rhytmussektion guillotiniert in Zeitlupe, die Leadgitarre spielt das Lied der Hoffnungslosigkeit, das Growlen John Paradisos (sic!) ist wie ein letzter Hauch, mit jedem Vers.“

## Wahrnehmung

### Rezeption
Die Antithesis of Light gewidmeten Besprechungen in Webzines und Musikzeitschriften fielen überwiegend positiv aus. Einige Rezensenten verwiesen darauf, dass die Musik nicht für alle Leser, sondern „nur für eingefleischte Doom Fans empfehlenswert“ sei. Andere Rezensenten wie Eduardo Rivadavia von Allmusic beschreiben die Musik als ein süchtig machendes, dunkel-deprimierendes Universum ohne Einschränkung.

### Bedeutung
Trotz der gelegentlich angeführten Einschränkung, dass das Album nur wenigen zugänglich sei, behielt Antithesis of Light einen positiven Ruf bei und wird seither zu den renommierten Veröffentlichungen des Genres gerechnet. Mitunter wird das Album als ein bedeutsames Referenzwerk des Genres herangezogen. Im Jahr 2014 führte das deutsche Metal-Magazin Deaf Forever das Album auf Platz 26 der Liste Die 50 besten Doom-Alben aller Zeiten. In der zugehörigen Rezension bezeichnete Johannes Paul Köhler es als „brutal schwere Kost“ und die Platzierung des Albums allerdings als exemplarisch für die durchgehend hohe Qualität der gesamten Diskografie der Band. Laut Orlando half die Veröffentlichung in der Kooperation mit Avantgarde Music, die Popularität der Band zu erhöhen.